# Greasby
Koordinaten: 53° 22′ N, 3° 7′ W
Greasby ist eine Gemeinde auf der an der Mündung des River Mersey gegenüber von Liverpool liegenden Halbinsel Wirral und gehört verwaltungstechnisch zum Metropolitan Borough of Wirral, dem links des Mersey liegenden Teil von Merseyside. Greasby hat rund 15.000 Einwohner.
Greasby liegt rund 2 km landeinwärts von der Nordwestspitze Wirrals. In den Jahren 1987–1990 wurden hier Siedlungsreste gefunden, die auf die Zeit von 7000 v. Chr. datiert werden. 
Der Ort verfügt über vier Grundschulen, drei Kirchen, sowie eine Reihe von Pubs.